# Alpine (Teksas)
Alpine – miasto w Stanach Zjednoczonych, w stanie Teksas, w hrabstwie Brewster. W 2023 roku liczyło 6039 mieszkańców.